# 小行星11298
小行星11298（11298 Gide）是一颗绕太阳运转的小行星，为主小行星带小行星。该小行星于1992年9月2日发现。

## 轨道参数
小行星11298的轨道半长轴为2.8871068 UA，离心率为0.048。